# 邵鐸 (嘉靖進士)
邵鐸（1490年—？），原姓沈，字時振，號南溪，浙江湖州府歸安縣人，明朝政治人物。

## 生平
嘉靖元年（1522年）浙江鄉試第八十二名舉人。嘉靖八年（1529年）中式己丑科會試第一百七十四名，登第三甲第一百八十名進士。授知縣，十三年十二月選授廣東道監察御史。十六年贬州同知，嘉靖二十一年（1542年）任江西新喻縣知縣。

## 家族
曾祖沈信；祖父沈賜，曾任壽官；父沈璇。母邵氏。具慶下。弟釴、鑰、鍇。